# 秆
秆（culm）是禾本科或莎草科的地上茎。

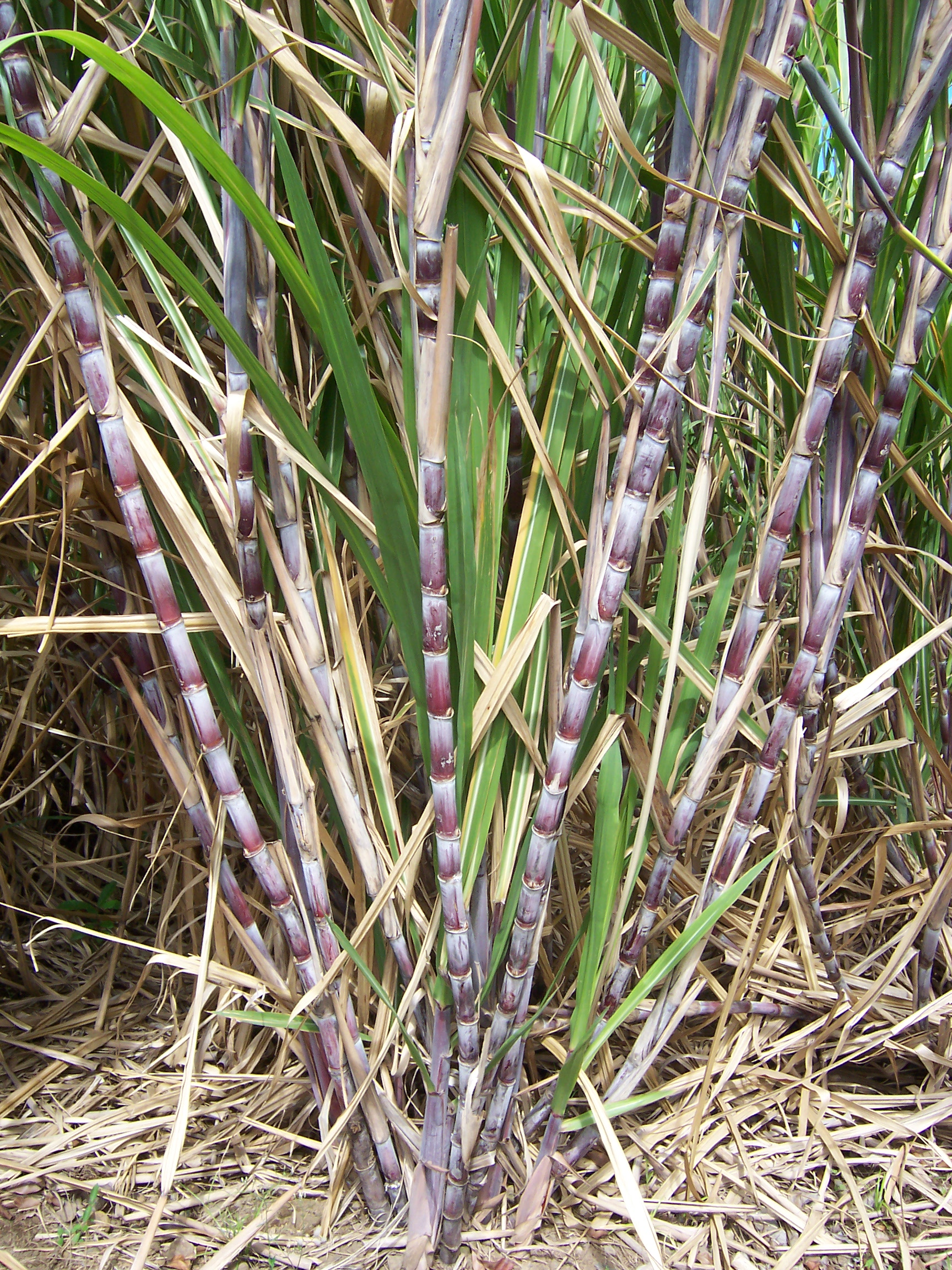
一簇秀贵甘蔗的秆

禾本科的秆有明显的节与节间，节间常中空，少数为实心；而莎草科的秆无节与节间之分，多为实心或部分空心，剖面通常呈三角形，少数呈多角形。

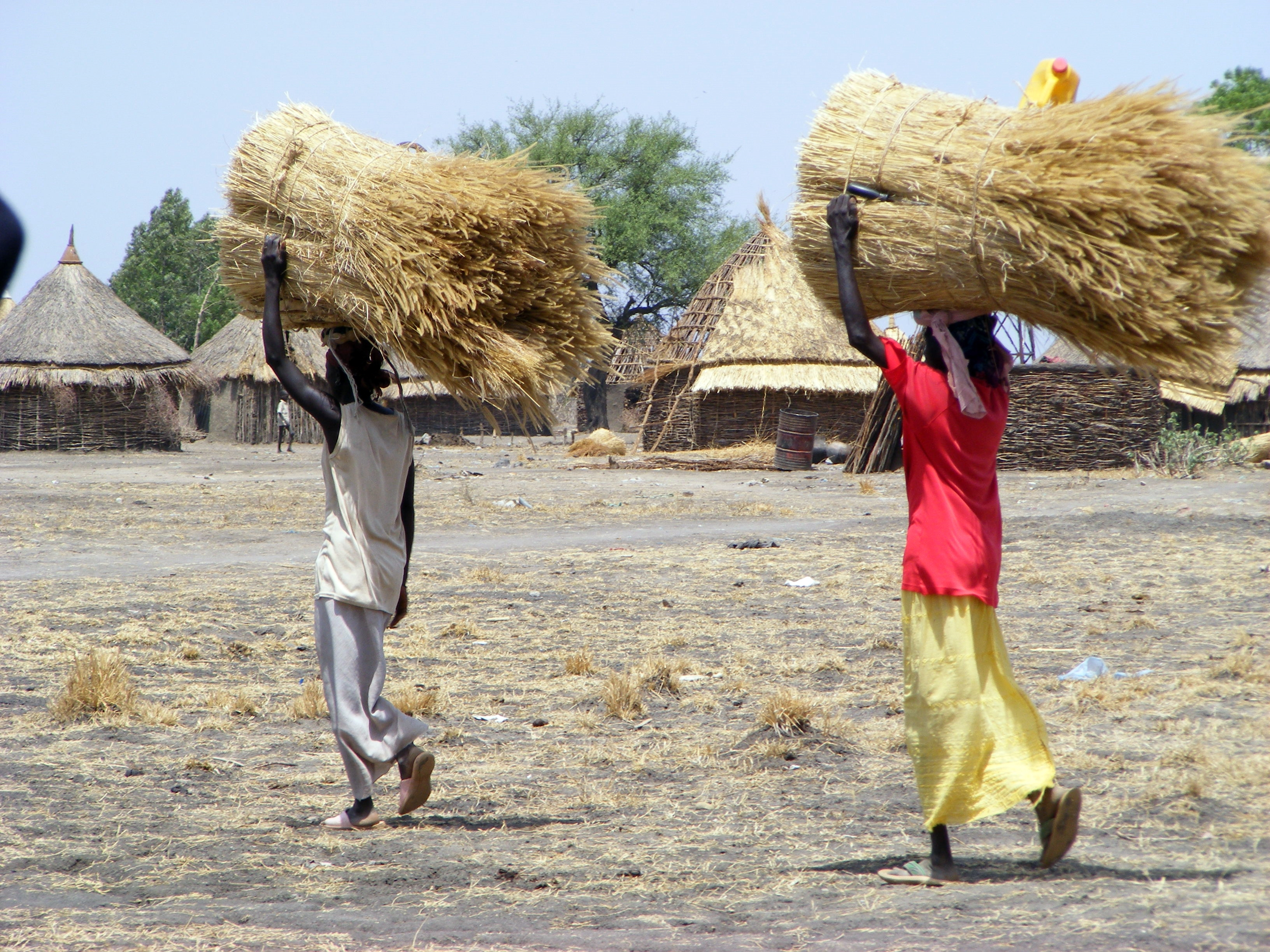
埃塞俄比亚居民用秆来盖屋顶